# Resistenza fisica
Nelle scienze motorie, la resistenza fisica, detta brevemente resistenza, è la capacità fisica che permette di sostenere un determinato sforzo il più a lungo possibile contrastando il fenomeno della fatica fisica o muscolare. Il termine si riferisce tanto agli uomini che agli animali.
La prestazione di resistenza rappresenta una condizione fondamentale per praticare attività (sportive e lavorative) che possono richiedere sforzi sia molto intensi che più leggeri, bensì prolungati. Essa è caratterizzata inoltre dalla massima economia delle funzioni.